# Monterey Pop
Monterey Pop is een Amerikaanse concertfilm uit 1968, geregisseerd door D.A. Pennebaker. Het is een documentaire over het eerste popfestival uit de geschiedenis, Monterey Pop Festival, dat van 16 tot en met 18 juni 1967 werd gehouden in Monterey in de Amerikaanse staat Californië.

## Cast
Popartiesten die optreden (in volgorde van verschijning in de film zelf, niet de eigenlijke setlist. Niet alle artiesten die destijds optraden zijn in de uiteindelijke film verschenen.):
1. Scott McKenzie — "San Francisco (Be Sure to Wear Flowers in Your Hair)"
2. The Mamas & The Papas — "Creeque Alley" en "California Dreamin'"
3. Canned Heat — "Rollin' and Tumblin'"
4. Simon & Garfunkel — "The 59th Street Bridge Song (Feelin' Groovy)"
5. Hugh Masekela — "Bajabula Bonke (The Healing Song)"
6. Jefferson Airplane — "High Flyin' Bird" en "Today"
7. Big Brother & The Holding Company — "Ball 'n' Chain"
8. Eric Burdon & The Animals — "Paint It, Black"
9. The Who — "My Generation"
10. Country Joe and the Fish — "Section 43"
11. Otis Redding — "Shake" en "I've Been Loving You Too Long"
12. The Jimi Hendrix Experience — "Wild Thing"
13. The Mamas & The Papas — "Got a Feelin'"
14. Ravi Shankar — "Raga Bhimpalasi" (eigenlijk "Dhun" ("Dadra and Fast Teental"))